# Concours International de courts-métrages de la ville de Soria

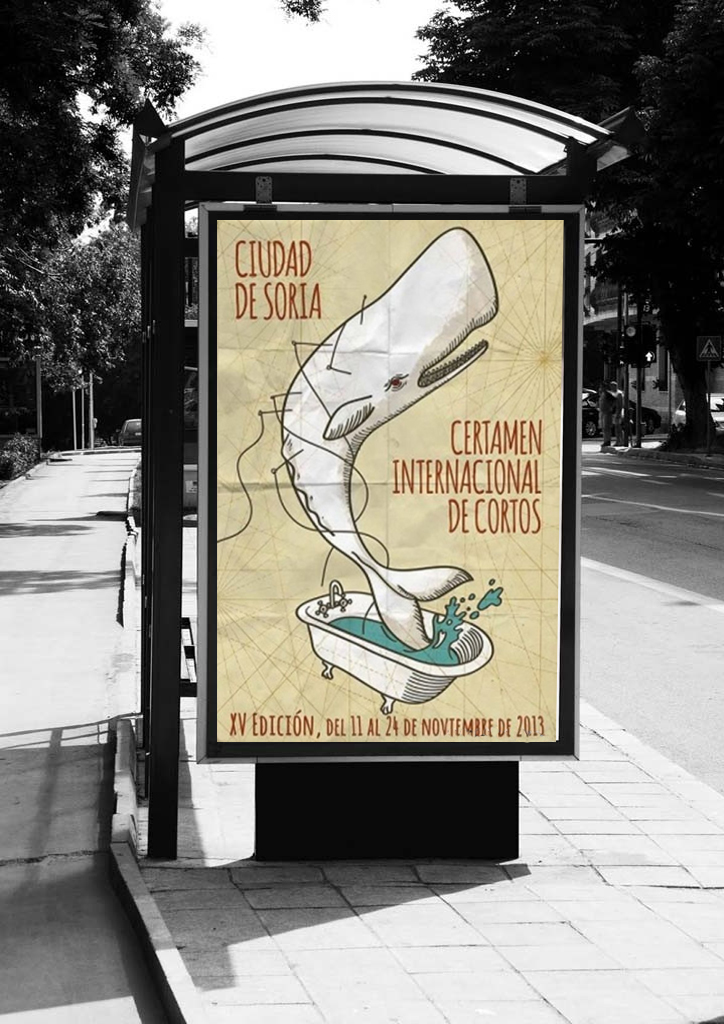
Affiche sur un arrêt de bus en 2013.

Le Concours International de courts métrages de la ville de Soria (en espagnol, Certamen Internacional de Cortos Ciudad de Soria) est un festival de courts métrages célébré au cours du mois de novembre à Soria (Castille-et-León) en Espagne.
Fondé en 1998, l'édition de 2014 a dépassé les 2 000 courts métrages présentés en provenance de diverses origines du monde. Le siège principal du festival est le Théâtre Palacio de la Audiencia. 

## Histoire
Le premier concours de courts métrages a eu lieu en 1998 et il s'est tenu, sans interruption, jusqu'à aujourd'hui[évasif], en grandissant année après année, jusqu'à recevoir plus de 2 000 courts métrages au concours de 2014. En 2015 le concours de courts métrages de la ville de Soria a été invité au festival Pantalla Pinamar, un des festivals les plus importants de cinéma européen en l'Argentine.
Depuis 2013, le concours de courts métrages comprend la section Soria Imagina, pour décerner un prix aux petits courts métrages tournés à Soria et faire découvrir l'univers du court métrage à tous les publics. La section s'est enrichie de catégories au fil des ans et compte actuellement[évasif] quatre catégories: Thématique Libre, Sanjuanes de Cine, Soria Archéologique (2014) et Soria Versus Docteur Jivago (2015).
En 2016 le concours a obtenu le certificat AIC (Agence de l'Industrie du Court-métrage), une reconnaissance qui place ses lauréats, en documentaire, fiction et animation, dans la sélection initiale pour les Prix Goya.

### Prix
Les prix suivants sont décernés :
- Prix Court métrage.
- Prix scénario FCCR ( Fundación Científica Caja Rural ).
- Prix Court métrage Animation.
- Prix Documentaire.
- Prix Spéciale du Jury.
- Prix Apport Artistique.
- Prix au Court d'Engagement Social.
- Prix Meilleure Acteur.
- Prix Meilleure Actrice.

Et les prix suivants :
- Prix Court-métrage National.
- Prix du Public.
- Prix Régime Méditerranéen (Fondation Scientifique Caisse Rurale).
- Prix Nous les court-métragistes.

Prix de Soria Imagina :
- Prix Sanjuanes de Cine.
- Prix Thématique Libre.
- Prix Soria Archéologique.
- Prix Soria Versus Docteur Jivago.

### Organisateurs
Les organisateurs sont la Mairie de Soria, le bureau du conseiller de jeunesse et La Boca Espacio de Cultura[réf. nécessaire].